# Bumbalka
Bumbalka je malá vesnice, část obce Turkovice v okrese Pardubice. Nachází se asi 1,5 km na jihozápad od Turkovic. V roce 2009 zde bylo evidováno 27 adres. V roce 2001 zde trvale žilo 51 obyvatel.
Bumbalka je také název katastrálního území o rozloze 1,21 km2. Dříve byla součástí nedaleké Semtěše, od roku 1960 je částí Turkovic.